# Vaccinium furfuraceum
Vaccinium furfuraceum är en ljungväxtart som beskrevs av Robert Lynch Wilbur och Luteyn. Vaccinium furfuraceum ingår i Blåbärssläktet, och familjen ljungväxter. Inga underarter finns listade i Catalogue of Life.